# L'imputato (saggio)
(G. K. Chesterton, L'imputato, In difesa dei pianeti)
L'imputato (The Defendant) è una raccolta di saggi dello scrittore inglese G. K. Chesterton, pubblicata per la prima volta nel 1901. Molti dei saggi raccolti sotto questo titolo sono revisioni e ampliamenti di articoli dell'autore già apparsi sulle colonne dei giornali inglesi The Speaker e The Daily News.

## Indice

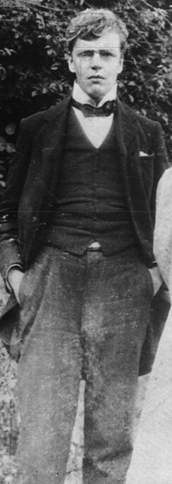
Chesterton nel 1898.

## In difesa dei romanzetti da due soldi
Se in passato la classe colta aveva sempre ignorato la letteratura popolare, ritenendola immeritevole di attenzione e quindi riservandole, di riflesso, uno spazio in cui poter intrattenere e sopravvivere, nel periodo in cui Chesterton decide di dare adito al proprio giudizio, scrivendo per l’appunto “A Defence Of Penny Dreadfuls”, coloro che avevano credibilità nel giudicare la qualità di una produzione letteraria, si sono gradualmente interessati alla letteratura della bassa borghesia, oscurandone i meriti.
La classe dirigente ha spesso mosso un’accusa fondamentale ai penny dreadful, ovvero la capacità degli stessi di influenzare negativamente i propri lettori, soprattutto i più giovani, dato che le tematiche di tali racconti risultano discutibili, talvolta criminose. Chesterton invece afferma come un giovane non possa immedesimarsi totalmente con le situazioni e con i personaggi descritti, poiché essi non esprimono un carattere di umanità sufficiente, conferendo alle storie una narrazione disumanizzata e spoglia. Non ci sono, dunque, i presupposti sufficienti affinché una persona possa prendere esempio dagli anti-eroi o dai cattivi dei racconti. Semmai il lettore proverà piacere nella lettura proprio perché la vita di questi personaggi controversi si distacca completamente dalla propria.
Il motivo principale per cui, secondo Chesterton, questo tipo di letteratura plebea suscita così tanto fascino è ricollegabile alla natura stessa dell’uomo comune, ovvero al suo sentimentalismo. È facile quindi individuare nei personaggi di questi racconti caratteristiche dettate dal sentimento, che possono collegarsi a linee di pensiero e di azione primordiali, che gettano e hanno gettato in passato le basi della società odierna. Mettere in discussione tali ideologie significherebbe mettere in discussione anche quelle della classe colta, che tanto aspramente si scaglia contro la cosiddetta “letteratura bassa”.

## In difesa del giallo
In questo testo Chesterton difende l’arte delle storie gialle. I libri gialli sono di grande successo, e spesso questo successo viene attribuito al fatto che siano poco poetici, senza un vero spessore letterario. L’autore non si trova ovviamente d’accordo con questo tipo di pensiero, ammette che esistono gialli scritti bene e gialli scritti male, infatti analizza alcuni aspetti del giallo che lo rendono un buon giallo.
Come prima cosa l’autore fa presente che il giallo è l’unica forma letteraria che cerca di dare un senso di poesia alla vita moderna. La città viene trasformata in mondo tutto nuovo, infatti, sostiene che la narrativa poliziesca rappresentava l'equivalente urbano moderno dei romanzi epici storici, come l'Iliade o La Chanson de Roland.
La città diventa molto più poetica della campagna, perché la natura è un caos di forze inconsce mentre la città è un caos di forze coscienti. Ogni edificio, vicolo e strada che viene costruita dentro di sé racchiude l’anima di chi l’ha costruita. Lasciando un segno indelebile in quelle strade, quasi come se si trattasse di luoghi simili ai cimiteri.
Un altro buon lavoro che viene fatto è il valore che viene dato alla lotta che la polizia tiene contro i malvagi, elevando la morale a un livello superiore.

## Edizioni
- G.K. Chesterton, Il bello del brutto, traduzione di Piera Sestini, Palermo, Sellerio, 1985.
- G.K. Chesterton, L'imputato, traduzione di Federica Giardini, Torino, Lindau, 2011, ISBN 978-88-7180-930-4.